# Plateau du Manguéni

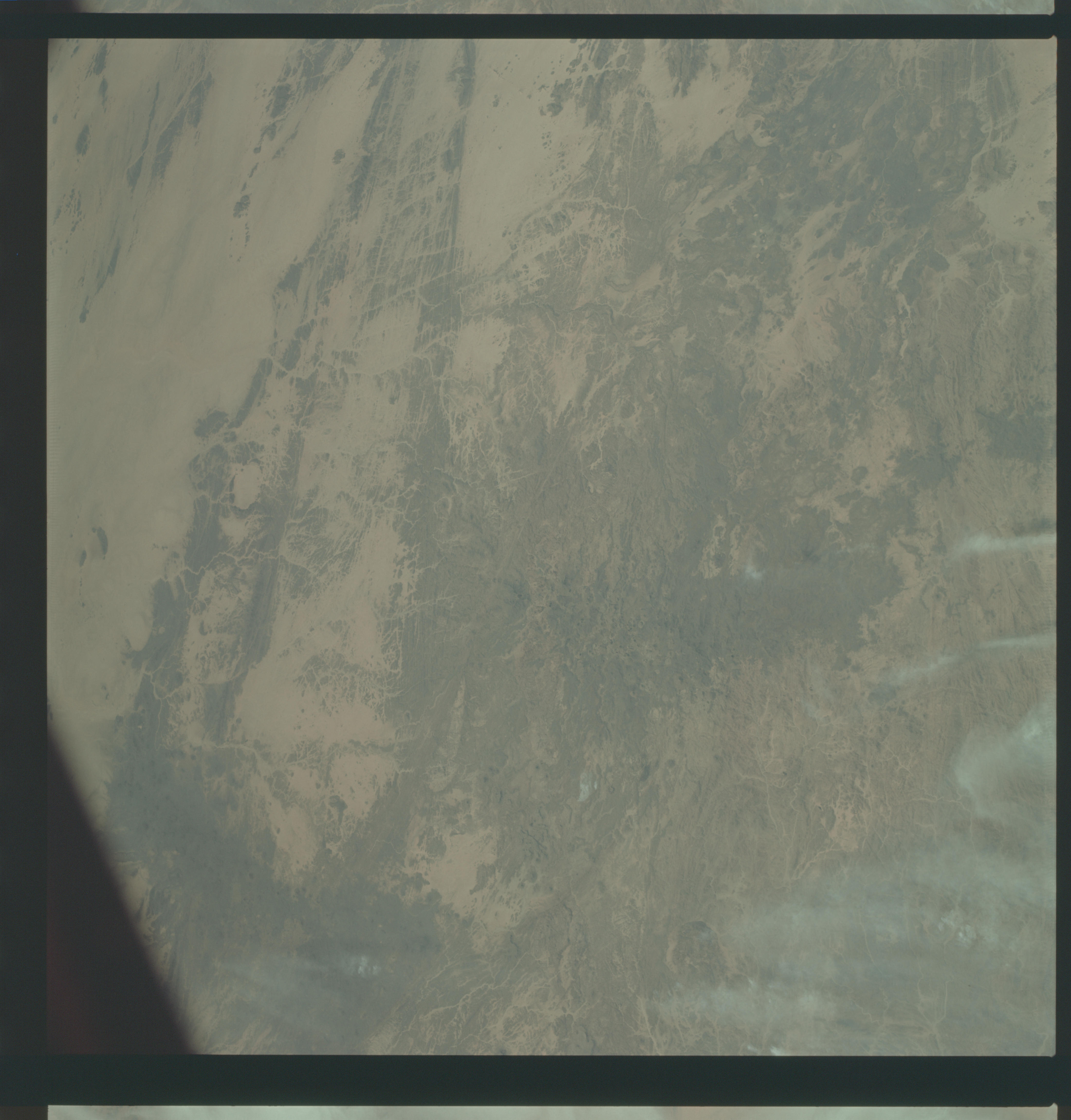
Plateau de Mangueni

Le plateau du Manguéni est un massif tabulaire (hamada) — de 900 à 1 000 mètres d'altitude sur 20 000 km2 — situé dans le Nord-Est du Niger, au nord du plateau du Djado et du bassin du lac Tchad, à proximité des frontières avec le Tchad et la Libye. 
Vaste plateau gréseux, limité au sud par une falaise abrupte dominant la plaine de Madama et l'Enneri Achelouma, se termine dans les sables de l'Edeyen de Mourzouk en Libye.
Le plateau de Manguéni a été l'objet de prospections pétrolières très avancées. La région comprise dans un triangle entre Diffa, le lac Tchad et Bilma fait l'objet de recherches approfondies en vue du début de l'exploitation. 